# Флемет
Флемет — персонаж франшизи Dragon Age від BioWare. Флемет мало з'являється у привілейованих ЗМІ, хоча вона відіграє ключову роль у загальній оповіді. Вперше вона з'являється в романі 2009 року «Викрадений трон» у ролі Відьми дикої природи, горезвісної чарівниці, яка проживає в регіоні Коркарі-Дікіх у Королівстві Ферелден у світі Тедас, і надає умовну допомогу головним героям роману, коли вони проходять через її територію. Її перша поява у відеогрі — Dragon Age: Origins, випадок який відбувається через кілька десятиліть після подій «Викраденого трону» і вона знову допомагає головним героям гри. Флемет рятує сім'ю Гоуків і веде їх до Кіркуолла, який розгортає події Dragon Age II і дає уявлення про те, як перемогти головного антагоніста Dragon Age: Inquisition. Її мотиви, які стоять за її бажанням надати допомогу різним героям серіалу Dragon Age, залишаються невідомими та загадковими, як і правда про її стосунки з дочкою Морріган.
Її озвучує американська актриса Кейт Малгрю для всіх ЗМІ. Персонаж отримав загальний позитивний прийом; похвалили її загадковий характер і морально неоднозначну особистість, а також її озвучку. Флемет назвали помітним прикладом складного та цікавого старшого жіночого персонажа у відеоіграх.

## Огляд персонажів
У всесвіті Dragon Age Флемет є однойменною темою багатьох легенд і забобонів, які пояснюють, як вона стала Відьмою дикої природи, прозвання, дане їй місцевими жителями регіону, відомого як Коркарі. У кількох версіях розповідається про те, що її чоловік або коханець був убитий ревнивим суперником. У своєму горі й люті вона опанувала духом помсти та вчинила масове вбивство, перш ніж втекти до Коркарі, де вона залишилася відтоді. У рамках серіалу Флемет чергує материнські, антагоністичні та неоднозначні персони в кожній із своїх появ. Кажуть, що вона пропонує допомогу позивачам і прохачами, які її шукають, але рідко так, як очікується. Часіндські варвари називають Флемет «Матір'ю помсти», примхливою істотою, до якої лише справді відчайдушні задумали б звернутися за допомогою, і часто малюють її в мотиві великого дракона чи змії; насправді вона володіє здібностями; перетворитися на великого і надзвичайно могутнього дракона.
Флемет відома своїм довголіттям або навіть безсмертям; для долійських ельфів вона відома як «Аша'белланар», або багатолітня жінка. Кажуть, що у неї багато дочок, і всі вони відьми, як і їхня мати; двома відомими з них є Морріган, яка живе з нею в диких місцях Коркарі до подій Origins, і Явана, яка з'являється в коміксах Dragon Age: The Silent Grove і живе в болотах Телері Антиви. У Флемет напружені стосунки з Морріган, яка не впевнена, чи насправді відьма є її рідною матір'ю.  

## Концепція та дизайн
Флемет створив і прописав Девід Гайдер. Він навмисно написав про Флемет як про відсторонену та примхливу персонажку, яка розмовляє по колу і рідко дає людині, яка розмовляє з нею, пряму відповідь. Спочатку Гайдер мав на меті, щоб історія походження гри мала історичне обрамлення, яке оповідає старенька жінка; гравець спочатку подумає, що це Флемет, але в кінці історії вона виявиться як літня Морріган. Гайдер вважає розв'язання сюжету Морріган і Флемет у Dragon Age: Inquisition найскладнішою сценою відеоігор, яку він коли-небудь писав, оскільки вона мала «три варіанти, що перетинаються, і жонглювала багатьма різними потребами».
Візуальний дизайн Флемет був повністю перероблений, починаючи з Dragon Age II. Художник персонажів Френсіс Лакуна зауважив, що її редизайн «спочатку здавався азартною грою, перейшовши від божевільної старої жінки, яка живе у черевиках, до божевільної старенької, яка може перетворюватися на дракона, їсти Darkspawn на сніданок, а також гаряча красуня… що є тривожним і жахливим і водночас — приголомшливим!».

## Зображення
Кейт Малгрю неодноразово позитивно відгукувалася про свій досвід роботи з BioWare озвучувачкою Флемет. Для Малгрю гра без камер, гриму чи костюмів і лише зі сценарієм і звукорежисером, які допомагали їй, була визвольним досвідом. Їй сподобався діапазон, який їй дозволили мати з Флемет, «від її найтемніших тонів до моментів майже дівочого» або «перехід від люті до впевненості і від впевненості до роздумів». Вона охарактеризувала спритність голосу, необхідну для захоплення темряви персонажки, як «складну й дуже вільну… майже радісно зайти так глибоко». Сама Малгрю не гравець, хоча вона вказує, що це їй на користь, оскільки дозволяє їй повністю відмежуватися від персонажа, якого вона грає. Малгрю висловила думку, що, щоб зобразити Флемет, вона не може «насправді мати будь-яку ставку в цій грі, окрім своєї реальності».
Малгрю вважає Origins дуже добре написаним, «епічним, темним і жорстоким» за тоном, і що «є інтелект і глибина», які вона не дуже часто бачить в інших відеоіграх. Вона описала Флемет як таємничу відьму, яка є багатогранним і трансцендентним персонажем, зазначивши, що гравець повинен «залишатися в грі і залишатися з персонажем, щоб дізнатися, наскільки вона таємнича». Вона також сказала, що Флемет — це особистість, яка сповнена люті, яка випливала з того, що з нею сталося, «коли вона була молодою і дуже красивою жінкою, і їй довелося заплатити ціну за кохання, яке вона колись мала». Малгрю натякала на підводні течії та таємниці, що оточують персонажа, які випливали з її минулого досвіду втрати та відчаю, хоча вона зауважила, що «не все темно», оскільки з часом «її історія розкривається, як вона розкриває себе». Коли жінку попросили порівняти Флемет з іншими персонажами, яких вона зіграла в інтерв'ю 2009 року, Малгрю відповіла, що вони не мають її глибини, чи величини, чи дисципліни; для неї Флемет не просто відьма, а «дуже просунутий характер» з глибокою особистою історією, яку вона вносить у свій вибір та інтригуючі речі, які вона говорить. Маючи контекст і розуміння мотивації та справжньої природи персонажа, Малгрю відчула, що вона може «охопити свою лютість і її силу по-іншому», і зауважила, що «є відчуття чудової гри дорослих». В інтерв'ю 2014 року Малгрю детальніше розповідає про морально неоднозначну природу персонажа.

## Поява
Флемет вперше з'являється в «Викраденому троні» як таємнича Відьма дикої природи, яка дозволяє Маріку та Логейну безпечно пройти крізь дикі землі Коркарі. Вона надає цю допомогу за умови, що Марік дасть їй невизначену обіцянку. Вона пророкувала Маріку, що одного дня до Ферелдена прийде Блід і що Логейн зрадить його, якщо тримати його поруч.
Флемет з'являється в короткому веб-коміксі-приквелі для Dragon Age: Origins від художників Penny Arcade, випущеному 4 вересня 2009 року. У ньому розповідається про групу тамплієрів, яким було доручено полювати на Відьму дикої природи.
У «Походженнях» її вперше зустрічають останні новобранці Сірих Стражів Ферелдена, де вона передає набір стародавніх договорів і дає поради щодо їхнього майбутнього. Пізніше вона рятує персонажа Алістера від Остагара і наказує своїй дочці Морріган супроводжувати їх у подальших подорожах. У рамках особистого квесту Морріган Варден може напасти на Флемет і битися з нею у формі Високого Дракона або просто дозволити їй піти з миром і забрати свій гримуар. Ближче до кінця гри Морріган розкриває, що Флемет доручила їй запропонувати Варденам темний ритуал до їхнього протистояння з Архидемоном; доки Морріган зробила необхідні приготування та запліднилася дитиною, яка потім буде нести душу Архідемона після вбивства, життя Сірого Стража, який завдав останній смертельний удар Архидемону, буде збережено, її мета — щоб зберегти душу «Старого Бога» в Архидемоні. Гравець має можливість відмовитися від ритуалу або погодитися на пропозицію Морріган, залучивши персонажа Стража до неї.
У Dragon Age II Флемет рятує сім'ю Гоуків разом з Авелін Валлен від породжень темряви, коли вони намагаються втекти від гніву в Лотерінгу, і благає їх доставити амулет хранителю Долій Маретарі в Сандермаунт поблизу Кіркуолла. Пізніше в грі з'ясовується, що незалежно від того, що сталося в Origins, вона забезпечила своє виживання за допомогою амулета, який потім використовували долійські ельфи в Sundermount, щоб відновити її. Вона попереджає Хоука та компанію, що світ ось-ось зміниться, перш ніж від'їжджати.
У Dragon Age: Inquisition вона надає Інквізитору та Морріган вказівки щодо того, як перемогти Корифея. Якщо син Морріган Кіран існує, Флемет зустрічається з ним і, якщо він має душу Старого Бога, витягує її. Якщо Кірана не існує, Флемет ненавмисно викликає особу, яка пила з Криниці Скорботи. У всіх випадках вона показує, що вона одержима залишками духу ельфійської богині Мітал, і що вона, очевидно, працювала протягом століть, щоб забезпечити богині справедливість, у якій їй було відмовлено. У сцені «Інквізиції» після титрів Флемет зустрічає Соласа, який виявляється ельфійським богом Фенхарелом. Тоді вона скам'яніла і отримала свою силу, а можливо, і душу Старого Бога, висушену Соласом, залишивши її долю невідомою.

## Просування та товари
Флемет, як гуманоїд, так і дракон, представлений на чільне місце в рекламних матеріалах, рекламі та обкладинці Dragon Age II. Малгрю, у ролі Флемет, була оповідачкою офіційного кінематографічного трейлера Dragon Age II, випущеного в серпні 2010 року.
Форму дракона Флемет відтворив скульптор Джо Менна за участі BioWare у вигляді статуї висотою 4,5 дюйма і шириною 12 дюймів.

## Прийом
Флемет отримала позитивний відгук; її загадкова трансцендентна природа викликала дискусії про невирішені історії та підсюжети, які залучають її до серіалу, навіть після очевидної смерті персонажа в інквізиції. У своїй дослідницькій статті 2015 року, опублікованій в Journal of Comparative Research in Anthropology and Sociology, Елізабета Тома стверджувала, що Флемет — відома літня жінка-персонажка відеоігор з владою, яка руйнує багато  гендерних і вікових стереотипів у відеоіграх або використовує їх для її власної цілі. Хокінс писав, що Флемет дуже характерна  жінка-персонаж відеоігор, оскільки вона «не тендітна і не дуже добра, а також не зла й нещадна». У своїй дисертації під назвою «Породільна мати як монструозно-жіночна — жахливе материнство у відеоіграх» Сара Стенг припустила, що різні ідентичності Флемет як фігури матері, старшої жінки, відьми та перевертня відповідають аспектам жахливої жіночої фігури, як запропонував Стенг, хоча Стенг відчувала, що персонаж є цікавою підривною роботою, оскільки вона не представлена як просто черговий монстр, якого потрібно вбити.
Расс Фруштік з MTV похвалив Малгрю за її чітке пояснення характеру Флемет; він виявив рідко, що актори озвучування настільки ж віддані ролям, які вони грають, і зробив висновок, що BioWare вибрала «ідеальну актрису, щоб впоратися з таким переконливим персонажем» з інтенсивністю та пристрастю, яку вона демонструє. Андрій Думітреску з Softpedia сказав, що Малгрю виконав «чудову» озвучку персонажа. Керол Пінчефскі з Syfy сподобалася гра Малгрю в ролі Флемет, оскільки це нагадує їй попередню роль Малгрю в ролі Арахнії, Королеви людей-павуків, в епізоді «Зоряний шлях: Вояджер» «Наречена Хаотики!».
Перероблений зовнішній вигляд Флемет добре прийнято, ставши популярним предметом для фан-арту, косплею та інших форм роботи фанатів. Хокінс прокоментував, що костюм Флемет «одночасно простий і імпозантний, скромний і водночас сексуально заряджений», візуальне відображення її характеристик, якого бракує більшості старших жіночих персонажів, зображених у популярних ЗМІ.
Боротьба з босом із Флемет у ролі дракона в Origins була відзначена Tom's Hardware та Den of Geek за високу складність.